# Димитрије Гавра
Димитрије Гавра (14. век) - византијски кнез државе Теодоро на Криму у годинама око 1362–1368 из династије Гавра.

## Кратка биографија
Најстарији спомени о кнежевини Теодоро и њеном тадашњем владару кнезу Димитрију потичу из 1362. (натпис) и 1363. године, а помињу већ постојећу кнежевину која је учествовала у биткама, па је сам државни орган морао бити основан нешто раније. Порекло династије која је владала у кнежевини до данас није правилно објашњено. Постоје две хипотезе на ову тему. Према првом, династију су основале избеглице из Трапезунта, представници моћне византијске породице јерменског порекла – Гавра (Гаврас) (грч. Γαβρας). Верује се да су у 12. веку били прогнани у Херсон на Криму због учешћа у завери против цара. После извесног времена успели су да преузму престо у Мангупу. Друга теорија објашњава настанак династије Гавра као брак између локалног аристократе и представника једне од моћних византијских породица из доба Палеолога, највероватније Цимбалакона или Асена. Доминантна религија у његовој кнежевини било је православно хришћанство, а језик државе био је грчки. Кнежевина је у почетку имала име: Теодоро-Мангуп (од имена главног града државе Мангуп).